# 蕭近高
蕭 近高（しょう きんこう、1555年 - 1630年）は、明代の官僚。字は抑之、号は九生。本貫は吉安府廬陵県。

## 生涯
1595年（万暦23年）、進士に及第した。中書舎人に任じられ、礼科給事中に抜擢された。着任すると、すぐさま鉱税の廃止・囚人の釈放・追放された人士の起用の三事について上疏し、詔がすでに頒布されたので、中止できないとした。万暦帝の怒りを買い、俸給を1年停止された。しばらくして江西税使の潘相が一族の罪を勝手に処罰したことを非難したが、万暦帝に聞き入れられなかった。鉱税の停止と分税の詔が下ると、潘相は利権を失い、勝手に景徳鎮に移駐し、官窯の管理の事務を専門にしたいと求めた。万暦帝がこれを裁可したため、近高は再び上疏して争った。後に江西の巡撫と巡按がそろって潘相を弾劾したため、潘相は近高がこれを主導したとみなして、上疏して近高をそしった。近高もまた反論し、再び潘相を弾劾した。潘相はほどなく自ら引退して官を去った。
近高は諸官を歴任して刑科都給事中となった。咸寧知県の満朝薦や諸生の王大義らが地方に派遣された宦官に逆らって、獄中に3年囚われていた。近高はかれらの釈放を求めたが、聞き入れられなかった。遼東税使の高淮が民衆反乱を激化させたので、近高はその罪を弾劾し、その召還を求めたが、やはり万暦帝に聞き入れられなかった。また高淮の誣告により同知の王邦才と参将の李獲陽が逮捕されたため、近高はかれらを救うために弁護した。廷臣の多くが高淮を弾劾したため、万暦帝はやむをえず高淮を召還したが、王邦才らは獄に繋がれたままであった。ほどなく進言が聞き入れられず、帝の耳目が覆われている弊害を訴えた。また王錫爵の専断や朱賡の留任を不当であると非難したが、いずれも聞き入れられなかった。近高は自ら地方官の任官を望み、浙江右参政として任用され、按察使に進んだ。病を理由に帰郷した。また浙江左布政使として起用された。
1620年（泰昌元年）、近高は北京に召還されて太僕寺卿となった。紅丸の案の事後処理について朝廷で議論されると、近高は崔文昇・李可灼を斬刑とし、方従哲を郷里に送還するよう言上した。工部左侍郎と右侍郎を歴任した。1622年（天啓2年）冬、病を理由に官を去った。御史の黄尊素が近高をはじめとする官界を去った人士を称賛したため、天啓帝はその召還を許した。1625年（天啓5年）冬、近高は南京兵部に起用され、左侍郎の官に充てられた。固辞したが、辞退を許されなかった。ときに魏忠賢ら閹党の勢力が伸長し、東林党をはじめとする士大夫の勢力が排斥されていたため、近高は出仕を望まず、官への復帰を先延ばしにしていた。給事中の薛国観が近高の命令無視を弾劾して、職を剥奪された。崇禎初年、官に復帰した。1630年（崇禎3年）、家で死去した。享年は76。